# Lhasa Apso

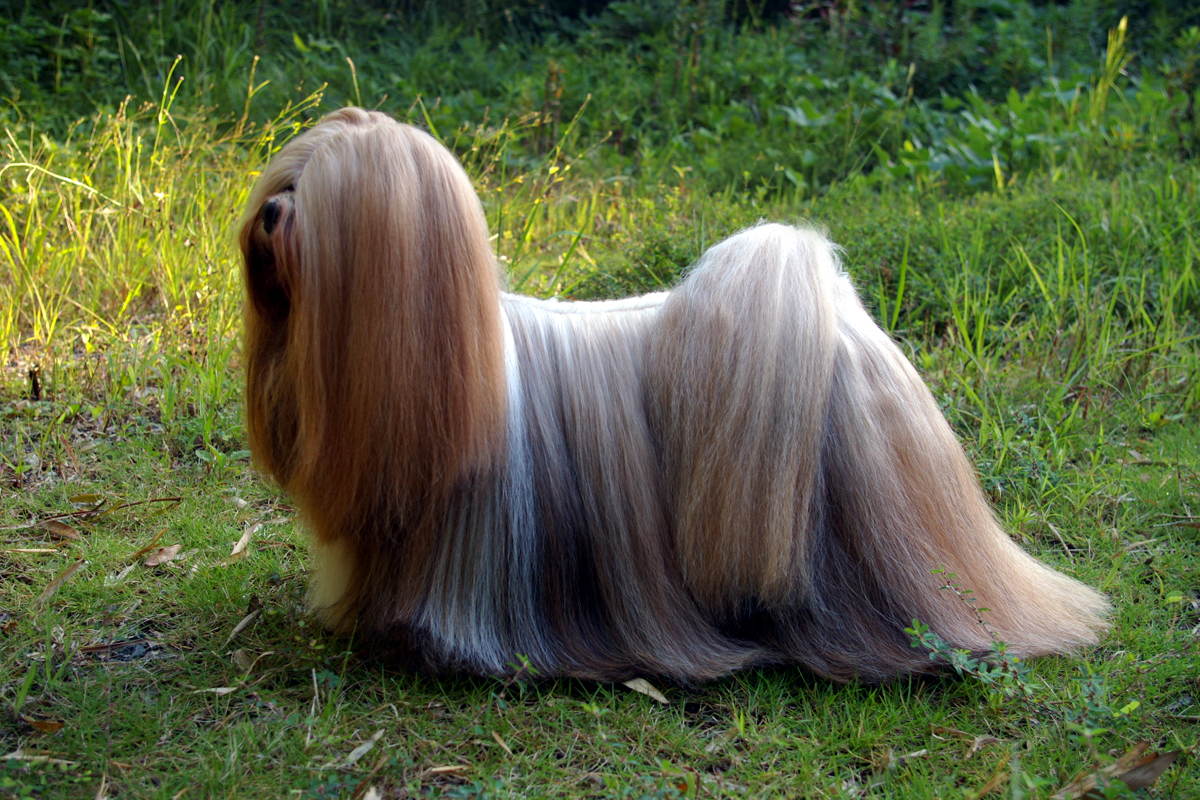
In Ausstellungsfrisur

Der Lhasa Apso ist eine von der FCI (Nr. 227, Gr. 9, Sek. 5) anerkannte Hunderasse aus Tibet, deren Zuchtbuch aber in Großbritannien geführt wird.

## Herkunft und Geschichtliches
Der Lhasa Apso wurde von Lamas in Klöstern Tibets gezüchtet und galt als „Botschafter des Friedens und Glücks“. Man nannte die Hunde auch Löwenhunde wegen ihres löwenähnlichen Fells. Lhasa Apsos galten als Reinkarnation der Lamas, die zum „orientalischen Paradies der Glückseligkeit“ keinen Zugang hatten; es waren „heilige Hunde“, die die Schätze der Buddhas bewachten. Der Name Lhasa Apso setzt sich zusammen aus dem Namen der tibetischen Hauptstadt Lhasa („Platz der Götter“) und dem Begriff Apso, der sich aus Rapso ableitet, was tibetisch eine Art zottig-langhaarige Bergziege bedeutet.
1901 kamen die ersten Exemplare nach England, und 1934 bekamen sie einen Zuchtstandard. Zuchtbeginn in Deutschland war erst in den 1970er-Jahren.

## Beschreibung
Dieser selbstbewusste, bis 25 cm große, sehr lebhafte und heitere, aber oft auch eigenwillige Hund ist ein guter Begleithund und wird als Luxushund geschätzt. Langes Deckhaar bedeckt seinen Körper, schwer, gerade und hart, nicht wollig oder seidig in gold, sandfarben, honigfarben, dunkel-grizzle, schieferfarben, rauchgrau, zweifarbig, schwarz, weiß oder braun, hängende stark behaarte Ohren und eine hoch angesetzte Rute, gut über dem Rücken aber nicht wie ein Topfhenkel getragen, oft am Rutenende mit einem Knick runden das Gesamtbild ab.
Eng verwandt ist der Shih-Tzu, er ist dem Lhasa Apso sehr ähnlich, aber etwas schwerer und hat einen kürzeren Nasenrücken. Er ist chinesisch-tibetischer Abstammung und wurde nach dem chinesischen Begriff für „Löwe“, Sheu-Tzeu, genannt. Der Name „Löwenhund“ erscheint auch beim Pekingesen.

## Situation in den Niederlanden
In den Niederlanden ist die Zucht von kurznasigen Hunden aller Rassen, einschließlich der Mischlinge, grundsätzlich als Qualzucht verboten, soweit deren Nasenlänge nicht mindestens ein Drittel der Kopflänge beträgt.
In einer Mitteilung des Ministeriums LNV (Ministerium für Landwirtschaft, Natur und Lebensmittelqualität) wurde bekanntgegeben, dass ab sofort begonnen wird, anhand von Kontrollen dieses Gesetz durchzusetzen. im Fokus stehen insbesondere wegen möglichem Atemwegssyndrom (BOAS) alle brachycephalen Rassen.